# Magdalene Thoresen
Anna Magdalene Thoresen, rozená Kragh (3. června 1819 Fredericia – 28. března 1903 Kodaň) byla spisovatelka a dramatička, píšící norsky. Říká se, že inspirovala řadu dalších spisovatelů, aby podle ní vymodelovali své postavy.

## Život
Narodila se ve Fredericii v Dánsku v rodině kapitána Thomase Nielsena Kragha (1790–1846) a Anny Kristine Pedersen (1789–1877). Měla čtyři sourozence: Nielse (1817–1835), Julii (1820), Dorotheu (1822) a Pedera (1825). 
R. 1842 se přestěhovala do Norska a stala se vychovatelkou u děkana Hanse Conrada Thoresena (1802–1858) v Herøy v Sunnmøre. Byl vdovec a měl pět dětí, Magdalene se za něj provdala r. 1843. Od roku 1844 žili v Bergenu, kde Magdalene hrála ústřední roli v kulturním životě. S Hansem Conradem Thoresenem měla čtyři děti: Saru (1844), Thomase (1846), Dorotheu Falsen (1849–1916) a Axela (1852–1881).
V Bergenu se dům Thoresenových stal místem setkávání spisovatelů a herců. R. 1850 Ole Bull založil v Bergenu divadlo s názvem Det Norske Theater, ve kterém byly anonymně inscenovány čtyři hry, které napsala. Prostřednictvím divadla se seznámila s dramatikem Henrikem Ibsenem, za kterého se provdala její nevlastní dcera Suzannah. Magdalene byla přítelkyní Bjørnstjerne Bjørnsona. Po manželově smrti r. 1858 odešla do Kodaně (1861), v letech 1866–1870 žila v Oslo a r. 1870 se vrátila do Dánska.
Mezi její romány patří Studenten, vydaný ve sbírce Fortællinger (1862), Signes Historie (1864), Min Bedstemoders Fortælling (1867) a Solen i Siljedalen (1868). Mezi její úspěšné hry patří Et rigt Parti, která byla poprvé uvedena v Královském dánském divadle (1870) a později ve Stockholmu a v Oslo, a Inden Døre (1877). Vydala cestopis Billeder fra Vestkysten av Norge (1872) a další cestovní knihu Billeder fra Midnatsolens Land (1882).

### Vliv
Její osobnost se stala modelem pro několik ženských postav v norské literatuře, včetně Ibsenovy Rebekky West (z Rosmersholmu) a Ellidy Wangel (z Dámy z moře) a Bjørnsonovy Marie Stuart (z jeho hry z roku 1864), divoké dívky Petry z Fiskerjenten a Leonardy (z jeho hry z roku 1879).

## Dílo

### Próza
- Studenten – 1862
- Signes Historie – 1864
- Min Bedstemoders Fortælling – 1867
- Solen i Siljedalen – 1868
- Billeder fra Vestkysten av Norge – 1872
- Billeder fra Midnatsolens Land – 1882
- Der Student und Skizzen – frei nach dem Norwegischen von Walter Reinmar. Berlin: J. Guttentag,1884
- Billeder fra vestkysten af Norge – Kjøbenhavn: Gyldendalske boghandels forlag,1899
- Udvalgte fortaellinger – Kjøbenhavn: Gyldendalske boghandels forlag,1903
- Norwegische Novellen – übersetzt von Friedrich von Känel; mit einer Vorbemerkung und dem Bilde des Verfassers. Halle: Otto Hendel, 1913

### Drama
- Et right Parti – 1870
- Inden Døre – 1877

### V češtině
- Na Lukně: novella – z norštiny přeložil Václav Petrů. Praha: Jan Otto, 1897
- U finského kostela – novela vybraná ze sbírky Menší povídky; úvod František Sekanina, z norštiny přeložil Emil Walter; in: 1000 nejkrásnějších novel... č. 23. Praha: J. R. Vilímek, 1912